# Spiringen
Spiringen é uma comuna da Suíça, no Cantão Uri, com cerca de 981 habitantes. Estende-se por uma área de 64,76 km², de densidade populacional de 15 hab/km². Confina com as seguintes comunas: Bürglen, Linthal (GL), Muotathal (SZ), Schattdorf, Silenen, Unterschächen.
A língua oficial nesta comuna é o Alemão.